# Otto Ewald (Regisseur)
Otto Ewald (* 18. März 1848 in Hannover; † 17. März 1906 in Kassel) war ein deutscher Opernsänger (Tenor), Theaterregisseur und Autor.

## Leben
Ewald wurde als Sohn eines Instrumentenbauers geboren und absolvierte nach dem Besuch des Polytechnikums in Hannover eine Ausbildung an der Kunstakademie in München. Nachdem er aber durch Wilhelm von Kaulbach, dem Direktor der Akademie, einen Platz am Konservatorium verschafft bekam, ließ er sich musikalisch ausbilden und widmete er sich der Schauspielerei. Ab 1866 trat er als Tenorbuffo und Gesangskomiker in Würzburg auf. Nach einem anschließenden Engagement in Nürnberg und danach am Wallner-Theater in Berlin, kam er an Bühnen in Breslau und Köln. Im Jahr 1871 ging er nach Kassel und wurde dort 1882 zum Regisseur ernannt. Bis zu seiner Pensionierung 1901 wirkte er ununterbrochen in Kassel. Neben seiner Tätigkeit als Regisseur verfasste er auch Textbücher, die mehrmals aufgeführt wurden.